# 크리스티앙 쿠아메
크리스티앙 미카엘 쿠아메 쿠아쿠(프랑스어: Christian Michael Kouamé Kouakou, 1997년 12월 6일 ~ )는 코트디부아르의 축구 선수로, 현재 세리에 A의 피오렌티나와 코트디부아르 국가대표팀에서 공격수나 미드필더로 활약하고 있다.

## 구단 경력
쿠아메는 코트디부아르 아비장 교외의 빙거빌 거리에서 축구를 시작했다. 16살 때, 여러 구단에서 시범 경기에 참가하기 위해 다른 코트디부아르 청소년들과 함께 이탈리아로 이주했다. 결국 그는 프라토와 계약을 맺었고, 그 당시 아직 미성년자였던 그는 아직도 가까운 이탈리아 위탁 가정에서 자랐다.
쿠아메는 2015년 9월 6일에 열린 피사와의 경기에서 프라토 소속으로 세리에 C 데뷔 전을 치렀다.
2018년 7월 13일, 쿠아메는 세리에 A의 제노아로 이적했다.
2020년 1월 31일, 그는 피오렌티나로 임대 이적했다.

## 국가대표팀 경력
쿠아메는 2019년 3월, 코트디부아르 U-23 축구 국가대표팀으로 2019년 아프리카 U-23 네이션스컵 예선 경기에 처음 출전했으며, 2019년 11월에 열린 결승전에서 무릎 부상으로 소집되었다.
그는 2019년 10월 13일, 콩고 민주 공화국과의 친선 경기에서 코트디부아르 국가대표팀 데뷔 전을 치렀다.
파트리스 보멜 감독의 부름을 받아 쿠아메는 카메룬에서 열린 2021년 아프리카 네이션스컵을 통해 처음으로 국제 대회에 참가하였다. 코트디부아르는 이 대회에서 이집트와의 16강전에서 승부차기 끝에 탈락하였다.
쿠아메는 2022년 6월 3일, 잠비아와의 경기에서 코트디부아르 국가대표팀 데뷔골을 기록하였다. 이날 선발 출전한 그는 팀의 3-1 승리에 기여하였다.
2023년 12월 28일, 장루이 가세트 감독이 발표한 2023년 아프리카 네이션스컵 본선 참가 27인 명단에 포함되었다.